# Текија (Илинден)
Текија (мкд. Текија) је насеље у Северној Македонији, у северном делу државе. Текија припада општини Илинден, која окупља источна предграђа Града Скопља.

## Географија
Текија је смештена у северном делу Северне Македоније. Од најближег већег града, Скопља, насеље је удаљено 25 km источно.
Насеље Текија је у оквиру историјске области Скопско поље, у његовом североисточном делу. Источно од насеља издиже се брежуљкаст крај Которци. Надморска висина насеља је приближно 290 метара.
Месна клима је измењена континентална са мањим утицајем Егејског мора (жарка лета).

## Историја
На крају 19. века село је било део Отоманског царства. Према подацима Васила Кнчова из 1900-те године у Текији је живело 90 Турака. У Другом балканском рату село је било близу границе са Србијом. Немачки научник Леонард Шулце Јена је на етничкој карти израђеној 1927. године представио Текију као турско село.

## Становништво
Текија је према последњем попису из 2002. године имала 304 становника а.
Етнички састав:
| Националност | Укупно      |
| Македонци    | 293 (96,4%) |
| Срби         | 5 (1,6%)    |
| остали       | 6 (2,0%)    |

Већинска вероисповест је православље.